# グランビスタ ホテル&リゾート
株式会社グランビスタホテル&リゾート (英: GRANVISTA Hotels & Resorts Co., Ltd.) は、ホテル、レストラン、ゴルフリゾート、水族館などを運営するフジサンケイグループの総合リゾート企業である。フジ・メディア・ホールディングス及びサンケイビルの連結子会社。
旧社名は三井観光開発株式会社（みついかんこうかいはつ）。

## 概要
1958年（昭和33年）8月、三井合名出身で北海道炭礦汽船（北炭）社長の萩原吉太郎が、関連会社として北海道不動産株式会社を設立。道内のみならず本州にも進出し、ホテル・ゴルフ場・高速道路サービスエリアの売店・有料道路の熱海ビーチラインなど多角的なリゾート事業を展開した。62年10月、北の迎賓館と称された株式会社札幌グランドホテルを吸収合併した。
1963年（昭和38年）4月、「北炭観光開発株式会社」、71年11月には「三井観光開発株式会社」に社名変更し、「三井アーバンホテルズ」の全国展開をはじめ、鴨川シーワールドやゴルフ場を保有していた八洲観光開発株式会社の買収で業容を拡大。当時のCIは英略称のMKKを模したものであった。
不動産業で先行していた三井不動産の三井ガーデンホテルズとは事業上の関係は作られず、銀座と大阪市や福岡市などの西日本地域でホテルが重複して競合関係にあった。銀座はどちらも十五銀行の跡地に建物を構えている。2009年（平成21年）に「メルキュールホテル札幌」、10年に「三井ガーデンホテル札幌」が開業し、創業地の「札幌グランドホテル」を構える札幌市でも競合していた。2000年代前半に「ガーデンホテルズ」と「三井アーバンホテルズ」は共同でインターネット予約サイト「Hoteland.com」を運営したが04年に終了した。
札幌テレビ放送 (STV) 設立に吉太郎が関わった経緯で、2000年代まで三井観光開発はSTVの大株主で、社長をはじめとする一部の取締役は三井観光開発の出身だった。

### 経営再建
1970年代から親会社の北炭の経営悪化に伴い、三井観光開発は同社へ資金支援を行っていたが、1995年（平成7年）の経営破綻で貸付金等が取立不能となった事で有利子負債が増加した。また巷言される失われた10年の影響でゴルフ場事業を中心に累積赤字も増加し、01年には政商と呼ばれた創業者の吉太郎が98歳で死去したことで、経営の建て直しが大きく浮上した。
三井観光開発はメインバンクである三井住友銀行に金融支援を要請し、2005年（平成17年）に200億円の債権放棄で合意。8月に既存株式99%の無償減資と100対1の株式併合を行った上で、大和証券SMBCプリンシパル・インベストメンツが組成・出資した実質的には投資ファンドとなる「株式会社ディー・エス・エムインベストメンツガンマ」に吸収合併される。合併後、同社は（2代目）三井観光開発株式会社へ社名変更した。06年には日本政策投資銀行（政投銀）と三井住友銀行により組成されたシンジケートローン369億円と、政投銀による優先株式10億円の資金調達を受けた。
この再建に際して、吉太郎の次男・次郎は長年務めた会長職を辞任。出資会社である三井物産と三井住友銀行などの意向により、新社長は物産出身の吉村仁が49歳で就任した。

### 三井観光から「グランビスタ」へ
2007年（平成19年）7月1日に商号を「株式会社グランビスタホテル&リゾート」へ変更し、「三井観光」名称のゴルフクラブは名称変更し大和証券SMBC傘下となった。また運営ファンドへ売却した「三井アーバンホテル」を2008年に「ホテルコムズ (com's)」へ名称を刷新して運営に携わり、投資ファンドのホテル事業運営会社として機能する。
2011年（平成23年）12月に、企業再生支援機構による事業再生支援を発表し、運営していたシティホテルを閉鎖して「ホテルコムズ」ブランドは全廃した。「ホテルコムズ銀座」は「銀座グランドホテル」に改称した。12年3月には札幌パークホテルと鴨川シーワールド支配人などを歴任した生え抜きの須田貞則が社長に就いた。

### フジサンケイグループの一員に
2015年（平成27年）3月に、支援機構が保有するグランビスタホテル&リゾートの全株式をサンケイビルと投資ファンドジェイ・ウィル・パートナーが出資する合同会社ジェイ・エックス・エーが取得することについて合意し、4月24日の株式譲渡を以て機構による再生支援が完了、フジサンケイグループの一員となった。。
2018年（平成30年）に、新ブランドホテル「INTERGATE HOTELS」を京都市と東京都中央区に、19年には広島市と金沢市に進出した。サンケイビルが土地建物の開発を、グランビスタが運営を担当する。

## 沿革
- 1958年8月27日 - 商号を「北海道不動産株式会社」（東京都千代田区）設立。
- 1962年10月 - 株式会社札幌グランドホテルを吸収合併。
- 1963年4月 - 商号を「北炭観光開発株式会社」に変更。
- 1971年11月 - 商号を「三井観光開発株式会社」に変更。
- 1974年1月 - 三井アーバンホテル1号店（福山店）オープン
- 1976年5月 - 熱海観光道路株式会社を吸収合併。
- 1978年2月 - 株式会社札幌パークホテルを吸収合併。
- 1986年8月 - 八洲観光開発株式会社を吸収合併。
- 1989年10月 - 鹿島国際観光株式会社を吸収合併。
- 2000年4月 - 株式会社日本ハイウエイサービスを吸収合併。
- 2005年8月 - 株式会社ディー・エス・エムインベストメンツガンマが三井観光開発株式会社を吸収合併、商号を「三井観光開発株式会社」に変更。
- 2007年6月28日 - 札幌パークホテル支配人を歴任した執行役員の須田貞則が社長に就任[12]。
- 2007年7月 - 商号を「株式会社グランビスタ ホテル&リゾート」に変更。
- 2008年4月1日 - 三井アーバンホテル、アーバンホテルの名称を「ホテルコムズ」に変更。
- 2011年12月1日 - 企業再生支援機構による事業再生支援を発表。
- 2014年5月 - ホテルコムズ銀座を「銀座グランドホテル」にリブランド。
- 2015年4月 - 地域経済活性化支援機構保有の株式をサンケイビル及びジェイ・エックス・エーが取得しサンケイビルが連結子会社化、フジサンケイグループの一員となる。
- 2016年7月20日 - 俵石ホテルアンドリゾートが所有・再建中の新複合施設「ネストイン箱根　俵石閣」を運営を行うと発表（2016年7月27日に「ホテルエリア」(37室)をリニューアル開業、8～9月に「本館・別荘エリア」（11室）を順次開業、10月に全面開業予定）[13]。
- 2017年9月20日 - 新ホテルブランド「INTERGATE HOTELS」発表。
- 2024年6月1日 - 神戸須磨シーワールド・神戸須磨シーワールドホテルが開業。
- 2024年6月14日 - オリックス出身で常務取締役の荒井幸雄が代表取締役社長に就任[14]。

## 事業所・施設一覧

### CITY HOTEL
| 札幌グランドホテル |  | 札幌パークホテル |
| 札幌グランドホテル |  | 札幌パークホテル |

- 札幌グランドホテル
- 札幌パークホテル
- 熊本ホテルキャッスル（提携施設）

### URBAN HOTEL
- 銀座グランドホテル（旧 ホテルコムズ銀座）
- ホテルインターゲート京都 四条新町
- ホテルインターゲート東京 京橋
- ホテルインターゲート広島
- ホテルインターゲート金沢

### RESORT HOTEL
- 白良荘グランドホテル
- ホテルゆもと登別（アソシエイト）

### LEISURE
- 鴨川シーワールド
- 鴨川シーワールドホテル

- 神戸須磨シーワールド
- 神戸須磨シーワールドホテル

- 苫小牧ゴルフリゾート72（旧 三井観光ゴルフリゾート72）
  - エミナゴルフクラブ（旧 三井観光苫小牧ゴルフクラブ）
  - アイリスゴルフクラブ

### HIGHWAY & RESTAURANTS
- 佐野ハイウエイレストラン
- 足柄ハイウエイレストラン
- 大津ハイウエイレストラン

## 過去に運営していた施設
- ホテル阿寒湖荘
- 三井アーバンホテル秋田（現 福祉施設きららアーバンパレス）

| ホテルコムズ仙台 |  | ホテルコムズ仙台アネックス |
| ホテルコムズ仙台 |  | ホテルコムズ仙台アネックス |

- ホテルコムズ仙台（三井生命保険が不動産を保有。旧 三井アーバンホテル仙台）
東日本大震災の影響による営業休止を経て、再開されることなく2012年8月29日に営業終了を発表[15]。損傷が激しかったため解体され更地となっていたが、2015年に真如苑が取得した[16]。
- ホテルコムズ仙台アネックス（旧 ホテルセンチュリー仙台→三井アーバンホテル仙台アネックス）
2012年7月14日で閉鎖[17]。2013年10月18日より、地元企業が運営するホテルプレミアムグリーンヒルズ[18]として使用されている。
- ホテルコムズ新千歳空港（旧 三井アーバンホテル新千歳空港）
2012年3月31日で営業終了（2012年4月28日よりエアターミナルホテルとして営業中）
- ホテルコムズ大田市場（旧 アーバンホテル大田市場）
2011年6月14日で営業終了
- ホテルコムズ名古屋（旧 名古屋金谷ホテル→三井アーバンホテル名古屋）
2013年2月22日で運営受託契約終了（ホテルマイステイズ名古屋栄として営業中）
- ホテルコムズ大阪（旧 三井アーバンホテル大阪）
賃貸借契約期間終了に伴い、2013年3月31日で営業終了[19]
- ホテルコムズ大津（旧 大津シャンピアホテル→ザ・ビー大津）
2012年5月で運営受託契約終了（ホテルテトラ大津.京都として営業中）
- ホテルコムズ福岡（旧 三井アーバンホテル福岡）
2013年11月30日で営業終了、跡地には三井ガーデンホテル福岡祇園が開業
- 小樽グランドホテル
三井観光開発時代に別会社へ譲渡した後、2009年2月15日で営業終了。解体を経て跡地には小樽掖済会病院が移転開院
- ホテル談露館
運営受託契約の契約期間終了により2014年2月28日で営業終了。同年3月1日より談露館が運営するホテル談露館として営業し[20]、2023年6月1日付でシャトレーゼホールディングスが運営会社を買収し「シャトレーゼホテル談露館」となる
- エアラインホテル （宮崎県宮崎市）
旧・宮交エアラインホテル。宮崎交通の経営再建に当たって2005年10月7日付けで大和証券SMBCプリンシパル・インベストメンツが事業譲受して運営受託により傘下に入る[21]が、隣接する橘百貨店傘下となった2014年3月31日で運営受託契約の契約期間終了により営業終了。同年4月1日よりエアラインホテルが運営するエアラインホテルとして営業[22]（現在はパン・パシフィック・インターナショナルホールディングス傘下）。
- ホテル大阪ベイタワー（旧 三井アーバンホテル大阪ベイタワー、ORC200内）
2018年1月5日で営業終了[23]（2018年3月29日「アートホテル大阪ベイタワー」にリブランドオープン）
- 章月グランドホテル - 2018年5月31日をもって、野口観光へ事業譲渡[24]
- 黒部観光ホテル - 2018年6月1日をもって分社化、ブリーズベイホテルへ株式譲渡[25]。
- 熱海ビーチライン - 2002年証券化され、リースバックで運営していたが、21年に鹿島グループ傘下となる。

## 偽装表示問題
2013年11月6日、グランビスタ ホテル&リゾートは、須田貞則社長らが札幌グランドホテルで会見した上で、「札幌グランドホテルや札幌パークホテル、苫小牧ゴルフリゾート72、静岡のレストラン、福岡と宮崎のホテルの計6施設において、判明している分のみでも最大7年間、51品について虚偽表示していた」との内容の発表を行った。
札幌グランドホテルでは25品を虚偽表示しており、弁当3品で牛脂注入肉を使用していたが、加工肉と明記せず、「牛肉ステーキ」などと表示し、米国産の冷凍ジュースは「フレッシュジュース」としていた。また、「あわびの醤油味煮込み」など3品で、アワビではなくセネガル産のアカニシ貝を使用し、「ふかひれと蟹肉のスープ」など2品で、本物のふかひれに人工のフカヒレを加えて提供していた。札幌パークホテルの虚偽表示は14品となっており、明示せずに牛脂注入肉を使用していたほか、道産アサリとしながら中国産の冷凍アサリを使ったメニューや、野菜などの入荷がない日曜日などに「本日入荷」と謳ってサラダを提供していた。苫小牧ゴルフリゾート72では、山菜たぬきそば1品で、中国産山菜を北海道産と誤認し、表示していた。この他、静岡のレストランなど3施設で計11品に虚偽表示があった。
以上の問題に関して、同社幹部は「偽装と言われれば仕方がない」と陳謝を行った。
2013年11月20日、全国の支配人・本社幹部が会し、再発防止と信頼回復に向けて「知識」「手続き」「意識」の三つの領域における具体的方針について決定した。この取り組みは、2014年1月21日放送のテレビ東京『日経スペシャル ガイアの夜明け』で取り上げられた。